# Rail Force One
 (septembre 2023).
Si vous disposez d'ouvrages ou d'articles de référence ou si vous connaissez des sites web de qualité traitant du thème abordé ici, merci de compléter l'article en donnant les références utiles à sa vérifiabilité et en les liant à la section « Notes et références ».
Rail Force One (abréviation : RFO) est une compagnie ferroviaire néerlandaise. Avec la société de location de wagons RailReLease et le prestataire de services logistiques Raillogix, RFO fait partie du groupe Rail Innovators. RFO a été fondée en 2016 et a réalisé ses premiers trajets sous sa propre licence en juillet 2017. Le siège de RFO est situé au port du Waal à Rotterdam.

## Activités de transport
Rail Force One a exploité un train de voitures complet entre Bad Bentheim et l'importateur de voitures PON à Leusden mardi et jeudi. En outre, ils exploitent également un train Crafter, qui transporte des camionnettes, entre Bad Bentheim et PON Leusden au maximum deux fois par semaine. Depuis le 1er janvier 2022, ces trains sont repris par HSL Netherlands.
Depuis le 1er octobre 2018, des trains porte-automobiles RFO PSA circulent entre Bad Bentheim et Kijfhoek. Lors de la première vague de la pandémie de Covid-19, entre mars et juin, ce train n'a pas circulé et les horaires ont ensuite été révisés. Le train circule au maximum quelques fois par semaine.

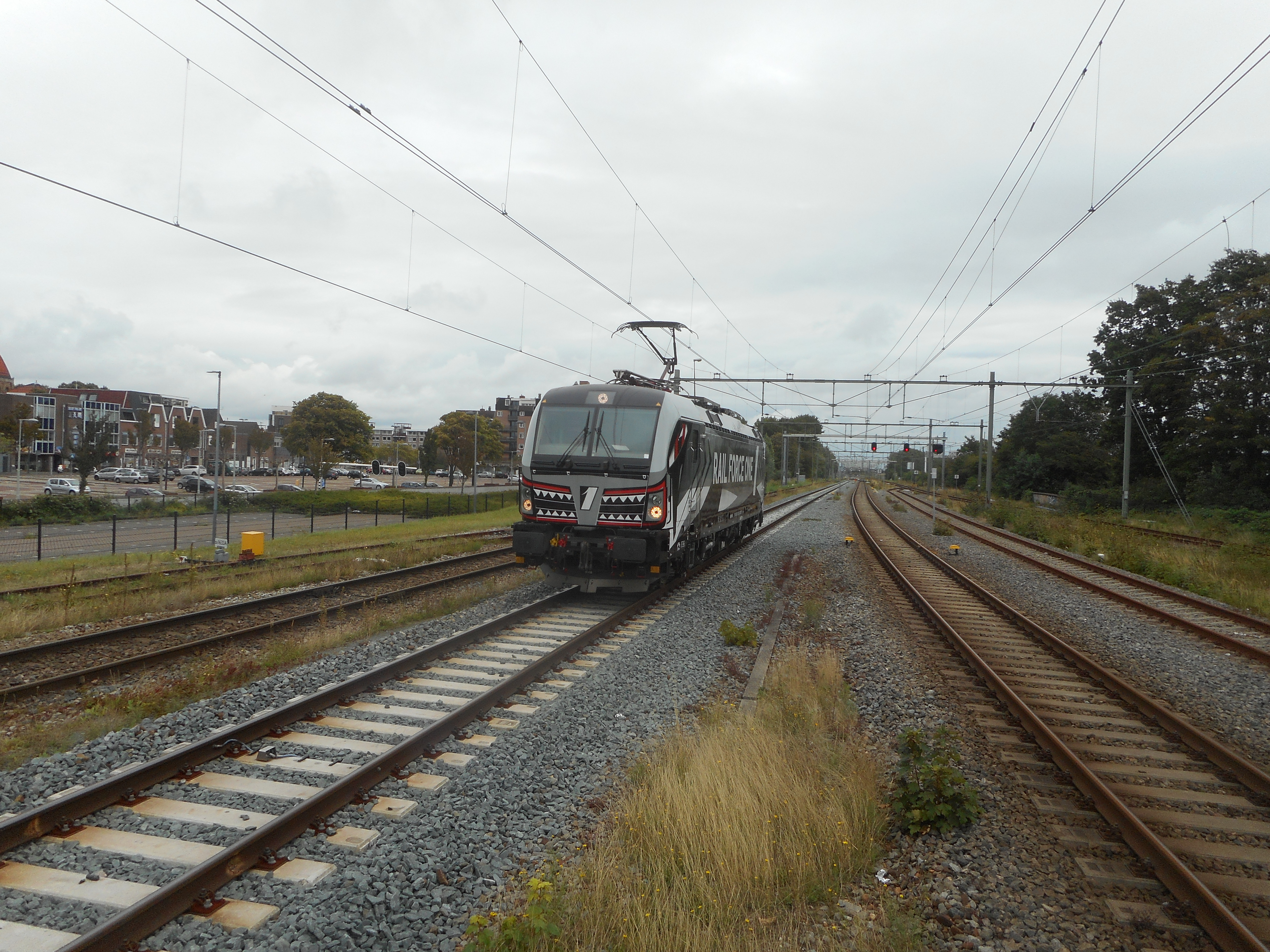
La 193 623 de Rail Force One avec décoration à dents de requin à Beverwijk

Début 2019, l'entreprise commence à exploiter des trains de conteneurs, comme par exemple la navette à conteneurs de Moerdijk à Katy Wroclawskie pour Schavemaker. Ce train a été temporairement arrêté en mars en raison de la pandémie de Covid-19, après quoi il a été repris par DB Cargo. RFO a récupèré le train depuis janvier 2021. En 2019 également, la navette dite Cabooter entre le terminal APM II sur le Maasvlakte et Cabooter à Blerick a été mise en service. Depuis le 5 juillet 2021, ce train ne circule plus vers Cabooter Blerick, mais vers le terminal à conteneurs près de Gekkengraaf . En outre, RFO exploite depuis avril 2020 la navette entre Maasvlakte et Tilburg, qui avait alors été reprise par DB Cargo. Le transport transfrontalier consiste en des navettes de conteneurs de Rotterdam à Duisburg, Germersheim, Herne, Rheinhausen et Neuss. Fin 2020, RFO a également exploité plusieurs trains de conteneurs entre Tilburg et Bad Bentheim. Ceux-ci étaient chargés de conteneurs depuis et vers la ville chinoise de Chengdu. De plus, à partir de 2021, RFO exploite un train de conteneurs entre Tilburg et Rostock Seehaven. Fin 2021, RFO a également exploité un train de conteneurs en provenance de Moscou qui se rendait à Maasvlakte via la ville polonaise de Malaszewicze et vice versa. Ce train n'a roulé que quelques fois.
RFO exploite également divers trains de citernes depuis l'Europe de l'Est vers Dordrecht Zeehaven et Botlek. Ces trains sont chargés, entre autres, de styrène, d'éthanol ou de biodiesel. Des trains de RFO transportent également régulièrement du gaz GPL vers le Sloehaven, près de Vlissingen. Depuis avril 2020, les navettes conteneurs de Rotterdam à Tilburg et Acht, situées près d'Eindhoven, sont également exploitées par Rail Force One.

## Matériel de traction

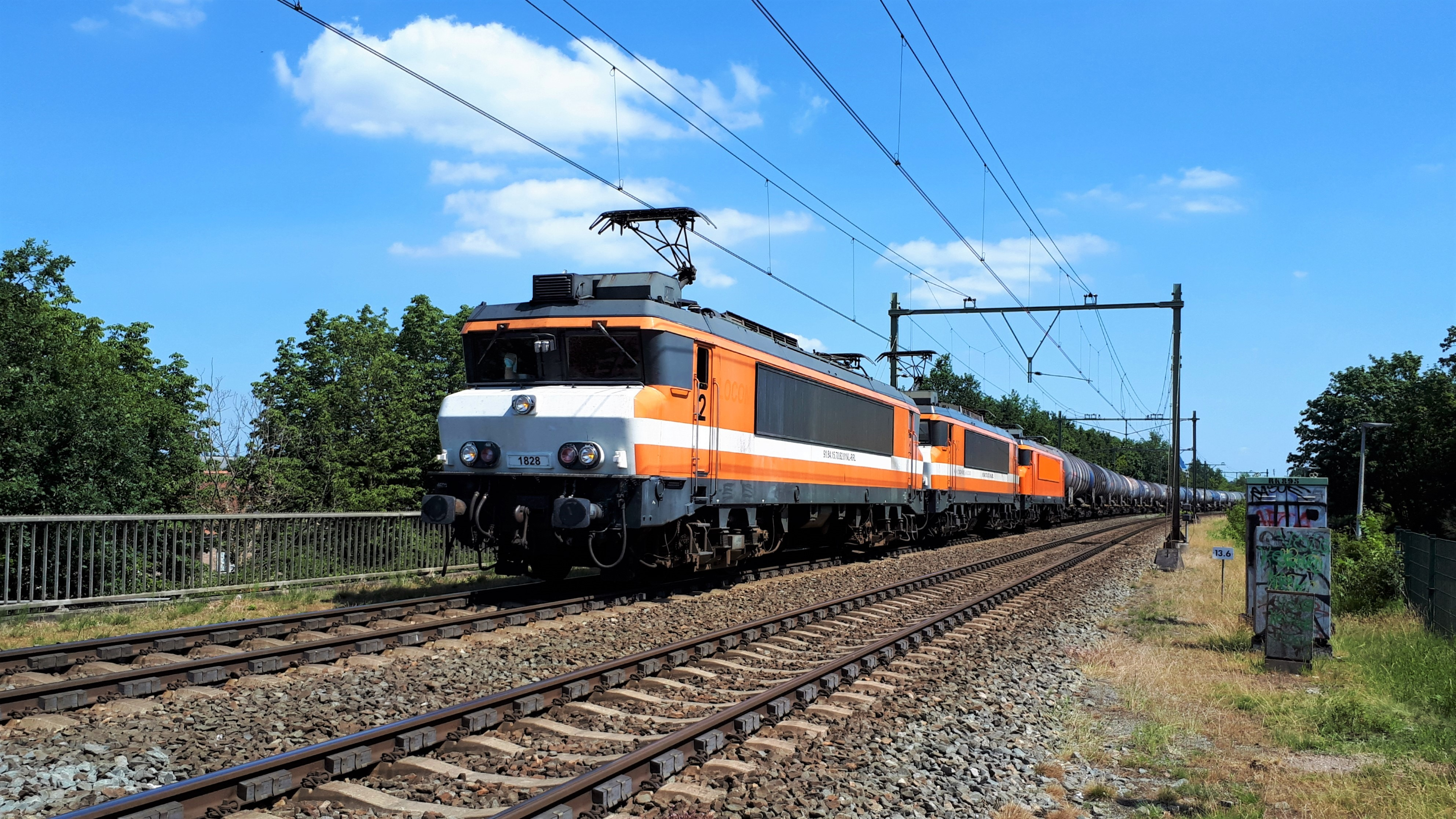
Trois locomotives Rail Force One, les 1828, 1837 et 1830, tractant un train de citernes à Deventer

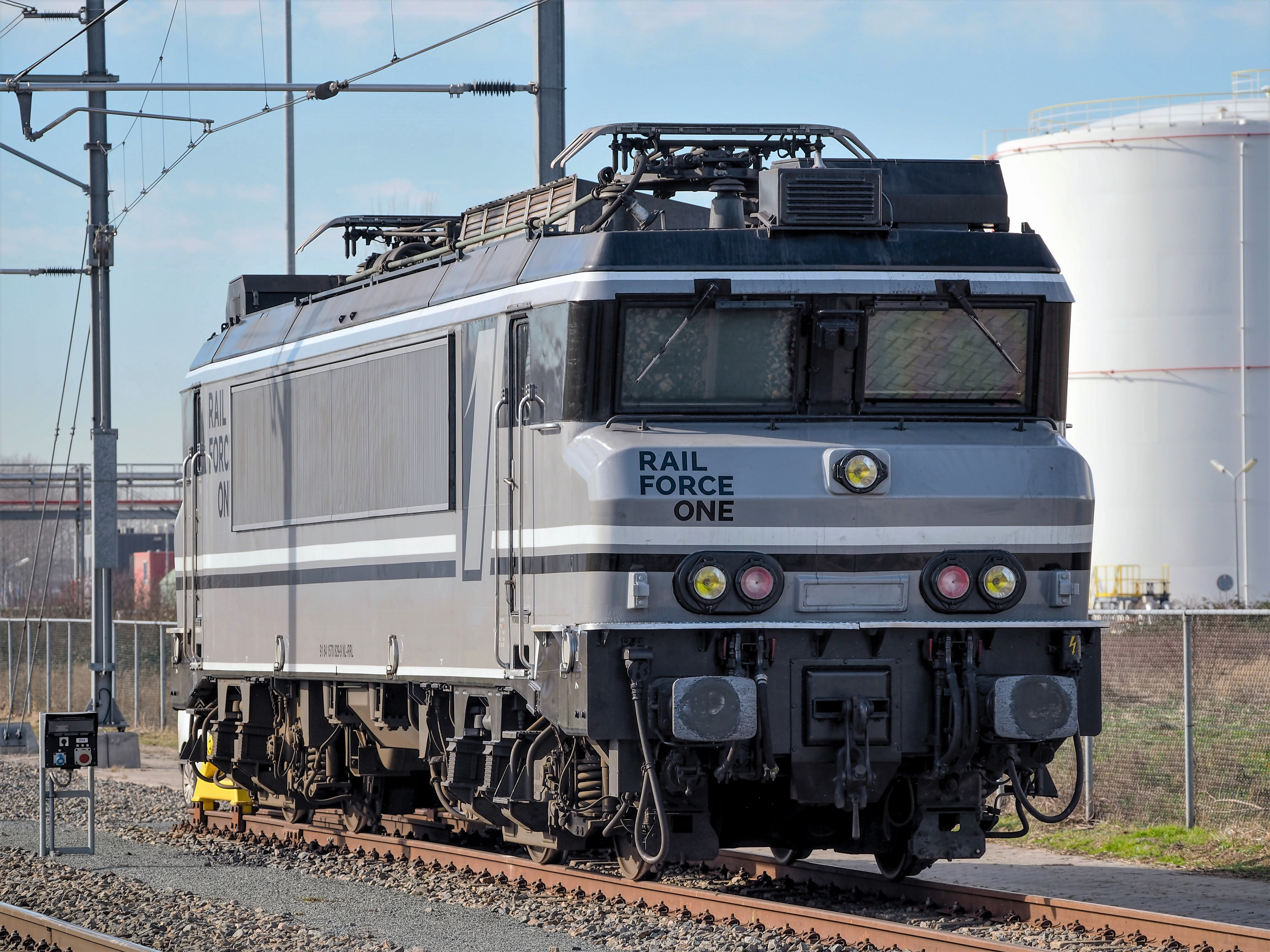
La locomotive 1829 grise de Rail Force One garée dans la gare Amsterdam Westhaven

Rail Force One utilise des locomotives électriques de l'ancienne série NS 1600/1800 pour les services intérieurs. Ce sont les 1828, 1829, 1830, 1831 et 1837. Les 1828 et 1829 sont gris avec un logo, la 1828 a une bande rouge/blanc/bleu, la 1829 est noir et blanc. La livrée de la 1830 est en grande partie orange avec des bandes sur les deux fronts. Les deux autres locomotives 1800 circulent toujours dans la livrée Locon.
Les locomotives électriques multitensions des séries Bombardier TRAXX, Siemens ES64F4 et Siemens Vectron sont principalement utilisées pour le trafic transfrontalier. En 2021, deux TRAXX portant les numéros 186 210 et 186 231 ont été louées chez Alpha Trains. Depuis janvier 2022, ces locomotives ont été restituées à la société de leasing, ce qui signifie que RFO ne dispose plus de TRAXX. La plupart des locomotives ES64F4, connues sous le nom de Baureihe 189, sont louées auprès de MRCE. Certaines d'entre elles ont une palette de couleurs spéciale, par exemple les 189 202, 203 et 205 sont jaune/gris/jaune et la 189 213 a un drapeau néerlandais et polonais. Les Vectron ont été louées auprès des sociétés de location MRCE et ELL. Parmi celles-ci, la 193 623 est laplus connue en raison des dents de requin ornant la locomotive. La 193 627 a reçu une livrée avec une publicité pour Raillogix, le prestataire logistique de Rail Force One.
Les locomotives diesel-hydrauliques de la série Vossloh G 2000 sont principalement utilisées dans le service de manœuvre de la zone portuaire de Rotterdam ; elles sont également régulièrement en tête de la navette Cabooter entre APM II et Cabooter Blerick. Aux mêmes fins, RFO possédait également pendant longtemps une locomotive diesel-hydraulique MaK G 1206. Cependant, cette locomotive ne circule plus pour Rail Force One depuis juillet 2021.
Les trois locomotives diesel-électriques de la série NS 600 sont utilisées pour des travaux de manœuvre locaux. La 692 est stationnée à Oss Elzenburg, les 683 et 9702 sont basées à Amersfoort et sont fréquemment utilisées sur la ligne principale vers le PON. La 687 est également en service chez RFO, emplacement de stationnement inconnu. Ces locomotives peuvent également être trouvées avec une certaine régularité dans la gare Amsterdamse Westhaven.
La locomotive diesel-électrique 6702 (Type HLD 62, ex-NMBS, ex-ACTS, ex-Locon) est utilisée pour les travaux de manœuvre en combinaison avec une 1600/1800, principalement comme pièce de rechange.
Début 2020, l'entreprise a annoncé qu'elle louerait des locomotives Euro9000 au constructeur Stadler Rail via European Loc Pool. Contrat signé en décembre 2023.